# Mapania lorea
Mapania lorea är en halvgräsart som beskrevs av Hendrik Uittien. Mapania lorea ingår i släktet Mapania och familjen halvgräs. Inga underarter finns listade i Catalogue of Life.